# Axel V. Nielsen
Axel Vilfred Nielsen (født 13. december 1902, død 24. februar 1970) var en dansk astronom som arbejdede ved Ole Rømer Observatoriet i Århus fra 1927 til sin død i 1970.
Mens Axel Nielsen var student etablerede han i 1921 sit eget observatorium "Spica" i Glostrup. Observatoriet var placeret på Glostrup Træskofabriks areal ud mod jernbanen, hvor Axel V. Nielsens far, Peder Adolf Nielsen, var bestyrer. Axel Nielsen blev i 1926 cand.mag. i astronomi fra Københavns Universitet.
Axel Nielsen blev i 1927 ansat på Ole Rømer Observatoriet som videnskabelig assistent. Her varetog han det astronomiske arbejde, og blev både som formidler og videnskabsmand observatoriets store drivkraft fra 1927 til 1970.
I 1936 opdagede Axel Nielsen en ny stjerne under en solformørkelse, men stjernen blev navngivet efter en russisk astronom, der opdagede samme stjerne kort efter Axel Nielsen. I respekt for hans lange bidrag til astronomien, og som kompensation for episoden med stjernen, blev Nielsen posthumt hædret ved at få månekrateret Nielsen opkaldt efter sig i 1974.
Ud over videnskabelige publikationer gjorde han sig særligt bemærket ved månedligt at skrive i Århus Stiftstidende om astronomi, og hvad der foregik på nattehimlen. Dette gjorde han som en fremragende formidler, i et sprog så alle kunne følge med.
Axel Nielsen skrev adskillige bøger og artikler om astronomi og astronomiens historie i Danmark. I 1944 udgav et større arbejde om den danske astronom Ole Rømer (1644-1710). Nielsens bibliografi indeholder bl.a.:
- Ole Rømers ”Dimensionstavle”, Nordisk Astronomisk Tidsskrift 1928, 30
- Ildkugler og Stjerneskud: Tidsskrift for Skole og Hjem. 2. Aarg. 8. Hft., Hellerup 1929
- The normal light curve, Astronomische Nachrichten, vol. 262, May 1937
- Hvornaar forelagde Ole Rømer sin Afhandling om Lysets Hastighed for Akademiet i Paris, NAT 1944, 60
- Ole Rømer. En Skildring af hans Liv og Gerning, København 1944
- Ole Rømers Triduum i det 18. århundredes astronomi, s. 205-223 i Vagn Dybdahl o.a.: Seksten Århusrids, Aarhus 1953
- Om iagttagelser af ildkugler, Aarhus 1958
- Helligtrekongersmindet astronomisk belyst, Aarhus 1959
- Hundrede års astronomi på Østervold, særtryk af Nordisk Astronomisk Tidsskrift 1961-62
- Ole Rømer-Observatoriet - dets oprindelse og dets første leder, Aarhus Stifts Årbøger, bind 55, Aarhus, 1962